# La Meisa
La Meisa (en francès La Meyze) és un municipi francès situat al departament de l'Alta Viena i a la regió de la Nova Aquitània.

## Demografia
| 1962                                       | 1968  | 1975  | 1982 | 1990 | 1999 | 2006 | 2007 | 2008 |
| ------------------------------------------ | ----- | ----- | ---- | ---- | ---- | ---- | ---- | ---- |
| 1.041                                      | 1.081 | 1.052 | 968  | 858  | 831  | 826  | 833  | 841  |
| Des de 1962: població sense dobles comptes |       |       |      |      |      |      |      |      |

## Administració
| Període   | Identitat      | Partit |
| --------- | -------------- | ------ |
| 2001-2008 | Pierre Rabaud  |        |
| 2008-     | Isabelle Barry |        |